# Kurt Bergmann (Elektrotechniker)
Kurt Bergmann (* 15. Februar 1934 in Lodz; † 5. August 2020 in Aachen) war ein deutscher Elektrotechniker und Professor für Elektrische Messtechnik und Elektronik.

## Leben
Kurt Bergmann wurde 1968 mit der Dissertation „Beiträge zur Stabilitätstheorie und Dynamik präzise amplitudengeregelter Oszillatorsysteme“ bei Heinz Lueg an der RWTH Aachen promoviert und arbeitete danach als Oberingenieur an Luegs Institut. Später wurde Bergmann Professor für Elektrische Messtechnik und Elektronik an der Fachhochschule Aachen. 1981 veröffentlichte er das Buch „Elektrische Messtechnik“, das seitdem mehrfach neu aufgelegt wurde.
Kurt Bergmann war verheiratet und Vater einer Tochter.

## Publikationen
- Grundkenntnisse für den Entwurf von Verstärkern mit Meßeigenschaften, Institut für Technische Elektronik, 1967
- Beiträge zur Stabilitätstheorie und Dynamik präzise amplitudengeregelter Oszillatorsysteme, Dissertation, 1968
- Entwicklung eines potentialunabhängigen Proportionalkompensators nach dem Prinzip des magnetischen Komparators, zus. mit Erhard Möller u. Joachim Rockschies, Forschungsbericht des Landes NRW, hrsg. im Auftrage des Ministerpräsidenten Heinz Kühn vom Minister für Wissenschaft und Forschung Johannes Rau, Springer Fachmedien Wiesbaden GmbH, 1977, ISBN 978-3-531-02670-1
- Eine kurze Geschichte der Funknachrichtenempfänger in Funktionsplänen, zus. mit Joachim Rockschies u. Heinrich Spanknebel, Walz, 2001, ISBN 978-3-9802576-8-8
- Elektrische Messtechnik: Elektrische und elektronische Verfahren, Anlagen und Systeme, Vieweg Verlagsgesellschaft; Auflage: 6. Auflage 1997. 2., korrigierter Nachdruck 2000, ISBN 3-528-54080-X